# فهرست قنات‌های شهرستان اردستان
جدول زیر بر اساس آمار وزارت جهاد کشاورزیتهیه شده‌است. فهرست زیر قنات‌های شهرستان اردستان در استان اصفهان را نشان می‌دهد.
| نام قنات           | موقعیت                          | نزدیک‌ترین روستا    | طول قنات (متر) | تعداد میله چاه | عمق مادر چاه | دبی (لیتر بر ثانیه) | سطح زیر کشت (هکتار) |
| ------------------ | ------------------------------- | ------------------ | -------------- | -------------- | ------------ | ------------------- | ------------------- |
| آذرسخت             | بخش مرکزی شهرستان اردستان       | آذرسخت             | ۴۵۰            | ۱۲             | ۱۲           | ۳                   | ۳٫۵                 |
| ابراهیم‌آباد        | بخش مرکزی شهرستان اردستان       | مهرآباد            | ۱۹۰۰           | ۴۵             | ۲۵           | ۳                   | ۶                   |
| احمدآباد           | بخش مرکزی شهرستان اردستان       | احمدآباد           | ۴۵۰            | ۳۰             | ۱۸           | ۱٫۵                 | ۳                   |
| احمدآباد           | بخش مرکزی شهرستان اردستان       | همت‌آباد            | ۴۰۰            | ۱۸             | ۸            | ۱                   | ۱                   |
| ارونه              | بخش مرکزی شهرستان اردستان       | اردستان            | ۶۰۰۰           | ۱۵۰            | ۴۵           | ۱۴۵                 | ۲۵۰                 |
| اسماعیل‌آباد        | بخش مرکزی شهرستان اردستان       | اسماعیل‌آباد        | ۴۰۰            | ۱۵             | ۳۵           | ۱                   | ۲                   |
| اشکستان            | بخش مرکزی شهرستان اردستان       | اشکستان            | ۳۵             | ۷              | ۶            | ۱                   | ۲                   |
| اله‌آباد            | بخش مرکزی شهرستان اردستان       | اله‌آباد            | ۹۵۰            | ۴۰             | ۱۲           | ۳                   | ۵                   |
| امیران             | بخش مرکزی شهرستان اردستان       | امیران             | ۳۴۰۰           | ۱۲۵            | ۶۴           | ۵۳                  | ۱۰۵                 |
| اورموده            | بخش مرکزی شهرستان اردستان       | اورموده            | ۷۵             | ۱۱             | ۶            | ۱                   | ۲                   |
| اونج               | بخش مرکزی شهرستان اردستان       | اونج               | ۳۳۰۰           | ۳۴             | ۴۷           | ۱۸                  | ۲۵                  |
| اکبرآباد           | بخش مرکزی شهرستان اردستان       | اکبرآباد           | ۶۵۰            | ۲۶             | ۱۰           | ۰٫۵                 | ۱٫۵                 |
| باب الرحی          | بخش مرکزی شهرستان اردستان       | اردستان            | ۲۸۰۰           | ۶۵             | ۴۷           | ۳۵                  | ۶۰                  |
| بالا قهیاز         | بخش مرکزی شهرستان اردستان       | قهیاز              | ۸۵۰            | ۲۸             | ۱۸           | ۸                   | ۱۵                  |
| براونی             | بخش مرکزی شهرستان اردستان       | براونی             | ۲۵۰            | ۱۵             | ۱۲           | ۱                   | ۳                   |
| بزگوهر             | بخش مرکزی شهرستان اردستان       | بزگوهر             | ۲۶۰۰           | ۳۱             | ۴۳           | ۱۲                  | ۱۵                  |
| بغم                | بخش مرکزی شهرستان اردستان       | بغم                | ۲۱۰۰           | ۴۷             | ۴۵           | ۲۲                  | ۲۷                  |
| بیدان              | بخش مرکزی شهرستان اردستان       | بیدان              | ۹۵۰            | ۱۵             | ۲۵           | ۲٫۵                 | ۴                   |
| ترکی               | بخش مرکزی شهرستان اردستان       | ترکی               | ۴۵۰            | ۱۷             | ۱۶           | ۵                   | ۸                   |
| تقی‌آباد            | بخش مرکزی شهرستان اردستان       | گلشکنان            | ۵۰۰            | ۲۰             | ۱۲           | ۰٫۵                 | ۱٫۵                 |
| تل‌آباد             | بخش مرکزی شهرستان اردستان       | تل‌آباد             | ۱۵۰۰           | ۴۵             | ۲۵           | ۱٫۵                 | ۳                   |
| توتکان             | بخش مرکزی شهرستان اردستان       | توتکان             | ۸۰۰            | ۳۶             | ۲۲           | ۲                   | ۳٫۵                 |
| توتین سیاه         | بخش مرکزی شهرستان اردستان       | توتین سیاه         | ۲۵۰            | ۱۱             | ۵            | ۱                   | ۲                   |
| تورزن              | بخش مرکزی شهرستان اردستان       | تورزن              | ۶۵۰            | ۱۸             | ۲۲           | ۳                   | ۴                   |
| تورزن              | بخش مرکزی شهرستان اردستان       | تورزن              | ۹۵۰            | ۲۸             | ۲۰           | ۴                   | ۶                   |
| ثور                | بخش مرکزی شهرستان اردستان       | موغار              | ۵۵۰            | ۲۸             | ۳۲           | ۹                   | ۱۲                  |
| جدید قهیاز         | بخش مرکزی شهرستان اردستان       | جدید قهیاز         | ۳۰۰            | ۲۰             | ۱۵           | ۱۵                  | ۱۵                  |
| جلالیه             | بخش مرکزی شهرستان اردستان       | جلالیه             | ۵۰۰            | ۱۸             | ۱۶           | ۰٫۵                 | ۱                   |
| جلگه زاوه          | بخش مرکزی شهرستان اردستان       | جلگه زاوه          | ۵۵۰            | ۲۰             | ۱۶           | ۱                   | ۲                   |
| جلگه زاوه          | بخش مرکزی شهرستان اردستان       | جلگه زاوه          | ۷۵۰            | ۱۵             | ۱۲           | ۲                   | ۳                   |
| جلگه زاوه          | بخش مرکزی شهرستان اردستان       | جلگه زاوه          | ۱۵۰۰           | ۱۷             | ۱۲           | ۱٫۵                 | ۳                   |
| جنبه               | بخش مرکزی شهرستان اردستان       | جنبه               | ۷۰۰            | ۳۵             | ۱۸           | ۲٫۵                 | ۵                   |
| جنت‌آباد            | بخش مرکزی شهرستان اردستان       | جنت‌آباد            | ۸۰۰            | ۱۵             | ۱۶           | ۰٫۵                 | ۱                   |
| جوقچو              | بخش مرکزی شهرستان اردستان       | جوقچو              | ۱۵۰۰           | ۲۹             | ۲۶           | ۰٫۵                 | ۱                   |
| حاکاچی             | بخش مرکزی شهرستان اردستان       | حاکاچی             | ۳۵۰            | ۱۴             | ۱۲           | ۰٫۵                 | ۰٫۵                 |
| حجت‌آباد            | بخش مرکزی شهرستان اردستان       | حجت‌آباد            | ۵۵۰            | ۳۲             | ۲۰           | ۳                   | ۳                   |
| حسن‌آباد            | بخش مرکزی شهرستان اردستان       | حسن‌آباد            | ۱۷۵۰           | ۶۷             | ۳۰           | ۷                   | ۹                   |
| حسن‌آباد            | بخش مرکزی شهرستان اردستان       | حسن‌آباد            | ۹۵۰            | ۲۵             | ۱۷           | ۰٫۵                 | ۱                   |
| حسن‌آباد مزرعه      | بخش مرکزی شهرستان اردستان       | مهرآباد            | ۱۷۰            | ۴              | ۱۸           | ۲                   | ۳                   |
| حسین‌آباد           | بخش مرکزی شهرستان اردستان       | حسین‌آباد           | ۵۵۰            | ۱۸             | ۱۶           | ۰٫۵                 | ۱                   |
| حسین‌آباد -۱        | بخش مرکزی شهرستان اردستان       | حسین‌آباد مهامیه    | ۳۵۰۰           | ۹۷             | ۵۵           | ۱۵                  | ۳۰                  |
| حسین‌آباد -۲        | بخش مرکزی شهرستان اردستان       | حسین‌آباد مهامیه    | ۲۲۰۰           | ۶۲             | ۴۵           | ۰                   | ۰                   |
| حسین‌آباد لاکوهه    | بخش مرکزی شهرستان اردستان       | حسین‌آباد لاکوهه    | ۹۵۰            | ۲۶             | ۲۸           | ۲                   | ۳                   |
| حسین‌آباد میرعلینقی | بخش مرکزی شهرستان اردستان       | حسین‌آباد میرعلینقی | ۲۹۵۰           | ۸۷             | ۶۵           | ۶                   | ۷                   |
| حیدرآباد           | بخش مرکزی شهرستان اردستان       | حیدرآباد           | ۳۰۰            | ۱۹             | ۲۰           | ۳                   | ۴                   |
| خاتون‌آباد بالا     | بخش مرکزی شهرستان اردستان       | خاتون‌آباد بالا     | ۲۰۰            | ۱۵             | ۷            | ۰٫۳۰۰۰۰۰۰۱۱۹۲۰۹۲۹   | ۰                   |
| خسروشاه            | بخش مرکزی شهرستان اردستان       | اردستان            | ۳۵۰۰           | ۶۸             | ۴۰           | ۶۰                  | ۷۰                  |
| خلیل‌آباد           | بخش مرکزی شهرستان اردستان       | خلیل‌آباد           | ۱۲۰۰           | ۲۶             | ۴۷           | ۴٫۵                 | ۶                   |
| داوران             | بخش مرکزی شهرستان اردستان       | داوران             | ۲۵۰            | ۱۲             | ۱۷           | ۳                   | ۴٫۵                 |
| درقه               | بخش مرکزی شهرستان اردستان       | درقه               | ۱۲۰۰           | ۵۱             | ۴۰           | ۵٫۵                 | ۱۲                  |
| دره باغ            | بخش مرکزی شهرستان اردستان       | دره باغ            | ۹۰۰            | ۳۵             | ۲۲           | ۳٫۵                 | ۶                   |
| دهچی حسین ابراهیم  | بخش مرکزی شهرستان اردستان       | دهچی حسین ابراهیم  | ۲۵۰            | ۱۱             | ۱۲           | ۰٫۵                 | ۱٫۵                 |
| دهچی حسین‌آباد حاجی | بخش مرکزی شهرستان اردستان       | دهچی حسین‌آباد حاجی | ۴۵۰            | ۱۹             | ۱۷           | ۰٫۵                 | ۱٫۵                 |
| دهچی رمضان قاسم    | بخش مرکزی شهرستان اردستان       | دهچی رمضان قاسم    | ۲۵۰            | ۷              | ۱۵           | ۰٫۵                 | ۱٫۵                 |
| دوظبقه             | بخش مرکزی شهرستان اردستان       | اردستان            | ۲۵۰۰           | ۶۰             | ۳۷           | ۴۵                  | ۹۰                  |
| دچان               | بخش مرکزی شهرستان اردستان       | دچان               | ۲۸۰            | ۱۰             | ۱۲           | ۳                   | ۵                   |
| رحمت‌آباد برکی      | بخش مرکزی شهرستان اردستان       | رحمت‌آباد برکی      | ۳۵۰            | ۱۲             | ۳۰           | ۴                   | ۶                   |
| رشیدآباد           | بخش مرکزی شهرستان اردستان       | رشیدآباد           | ۵۵۰            | ۲۴             | ۲۲           | ۰٫۵                 | ۲                   |
| زائین              | بخش مرکزی شهرستان اردستان       | زائین              | ۶۵۰            | ۱۸             | ۲۳           | ۵                   | ۱۵                  |
| زاغل بالا          | بخش مرکزی شهرستان اردستان       | زاغل بالا          | ۹۵۰            | ۱۳             | ۲۸           | ۳                   | ۵                   |
| سرخه               | بخش مرکزی شهرستان اردستان       | کلک‌آباد            | ۲۲۰۰           | ۵۲             | ۳۵           | ۷                   | ۱۲                  |
| سرهنگ‌آباد          | بخش مرکزی شهرستان اردستان       | سرهنگ‌آباد          | ۲۰۰            | ۱۲             | ۵            | ۶                   | ۶                   |
| سعیگرد             | بخش مرکزی شهرستان اردستان       | کلک‌آباد            | ۳۵۰۰           | ۷۵             | ۳۵           | ۲۵                  | ۵۰                  |
| سهراب              | بخش مرکزی شهرستان اردستان       | اردستان            | ۳۱۰۰           | ۷۰             | ۷۲           | ۶۰                  | ۷۵                  |
| سهرابیه            | بخش مرکزی شهرستان اردستان       | سهرابیه            | ۳۵۰            | ۱۷             | ۱۵           | ۱                   | ۱                   |
| سیانک              | بخش مرکزی شهرستان اردستان       | سیانک              | ۸۵۰            | ۴۸             | ۱۵           | ۲                   | ۵                   |
| سیانک              | بخش مرکزی شهرستان اردستان       | سیانک              | ۵۵۰            | ۱۵             | ۱۵           | ۲                   | ۵                   |
| شاهین چه           | بخش مرکزی شهرستان اردستان       | شاهین چه همت‌آباد   | ۵۵۰            | ۱۸             | ۲۵           | ۵                   | ۶                   |
| شمس                | بخش مرکزی شهرستان اردستان       | موغار              | ۱۲۵۰           | ۳۸             | ۳۳           | ۰                   | ۰                   |
| شورابه             | بخش مرکزی شهرستان اردستان       | اردستان            | ۲۷۵۰           | ۴۳             | ۲۲           | ۱۲                  | ۱۶                  |
| شورابه             | بخش مرکزی شهرستان اردستان       | مهاباد             | ۲۲۰۰           | ۴۷             | ۴۱           | ۶۵                  | ۱۰۰                 |
| شیرینه             | بخش مرکزی شهرستان اردستان       | شجره               | ۲۲۰۰           | ۹۷             | ۳۰           | ۱۰                  | ۱۸                  |
| عباس نوروز         | بخش مرکزی شهرستان اردستان       | خاتون‌آباد پائین    | ۲۸۰            | ۱۸             | ۷            | ۰٫۵                 | ۰٫۵                 |
| عباس‌آباد           | بخش مرکزی شهرستان اردستان       | عباس‌آباد           | ۴۰۰            | ۳۵             | ۱۵           | ۱                   | ۲                   |
| عباس‌آباد           | بخش مرکزی شهرستان اردستان       | عباس‌آباد           | ۴۵۰            | ۱۶             | ۸            | ۰٫۵                 | ۲                   |
| عباس‌آباد           | بخش مرکزی شهرستان اردستان       | عباس‌آباد           | ۸۵۰            | ۲۲             | ۹            | ۱                   | ۲                   |
| عشق‌آباد            | بخش مرکزی شهرستان اردستان       | عشق‌آباد            | ۱۳۵۰           | ۸              | ۴۵           | ۴                   | ۶                   |
| علی‌آباد            | بخش مرکزی شهرستان اردستان       | علی‌آباد            | ۵۵۰            | ۲۳             | ۱۸           | ۱                   | ۲                   |
| علی‌آباد            | بخش مرکزی شهرستان اردستان       | علی‌آباد گلشکنان    | ۱۱۰۰           | ۵۵             | ۱۰           | ۰٫۵                 | ۲                   |
| علی‌آباد            | بخش مرکزی شهرستان اردستان       | علی‌آباد            | ۸۰۰            | ۲۸             | ۲۸           | ۳                   | ۶                   |
| فازن               | بخش مرکزی شهرستان اردستان       | فازن               | ۱۵۰            | ۱۳             | ۷            | ۱                   | ۳                   |
| فامیلی             | بخش مرکزی شهرستان اردستان       | اردستان            | ۴۲۰۰           | ۶۵             | ۳۸           | ۴۰                  | ۴۵                  |
| فیض‌آباد            | بخش مرکزی شهرستان اردستان       | اردستان            | ۲۲۵۰           | ۹۵             | ۳۵           | ۱۲                  | ۱۶                  |
| قلائی              | بخش مرکزی شهرستان اردستان       | قلائی              | ۵۰۰            | ۲۸             | ۱۲           | ۱                   | ۲                   |
| قنات بالا          | بخش مرکزی شهرستان اردستان       | چشمه سرخه          | ۳۲۰            | ۱۸             | ۱۲           | ۱                   | ۲                   |
| لاجشک              | بخش مرکزی شهرستان اردستان       | لاجشک              | ۲۵۰            | ۱۸             | ۱۵           | ۱٫۵                 | ۳                   |
| لاسیب              | بخش مرکزی شهرستان اردستان       | لاسیب              | ۴۰۰            | ۲۴             | ۱۵           | ۴                   | ۱۲                  |
| لامحمود            | بخش مرکزی شهرستان اردستان       | لامحمود            | ۵۵۰            | ۱۶             | ۱۲           | ۷                   | ۷                   |
| لندور              | بخش مرکزی شهرستان اردستان       | اردستان            | ۱۵۰۰           | ۴۵             | ۲۵           | ۷                   | ۱۲                  |
| لکه دان            | بخش مرکزی شهرستان اردستان       | زواره              | ۳۰۰۰           | ۱۳۰            | ۲۷           | ۵                   | ۱۰                  |
| لیچ                | بخش مرکزی شهرستان اردستان       | لیچ                | ۱۶۰            | ۸              | ۶            | ۱٫۵                 | ۳                   |
| ماستبندی           | بخش مرکزی شهرستان اردستان       | ماستبندی           | ۱۱۰۰           | ۳۶             | ۲۰           | ۵                   | ۱۲                  |
| ماستبندیچه         | بخش مرکزی شهرستان اردستان       | ماستبندیچه         | ۱۰۵۰           | ۲۸             | ۱۴           | ۰٫۲۰۰۰۰۰۰۰۲۹۸۰۲۳۲   | ۱                   |
| محمدآباد           | بخش مرکزی شهرستان اردستان       | مزرعه محمدآباد     | ۴۵۰            | ۲۲             | ۲۵           | ۱                   | ۲                   |
| محمدآباد موغار     | بخش مرکزی شهرستان اردستان       | موغار              | ۴۲۰۰           | ۱۰۵            | ۷۲           | ۲۵                  | ۵۰                  |
| محمدآباد میرپنچ    | بخش مرکزی شهرستان اردستان       | محمدآباد میرپنچ    | ۲۵۰            | ۱۲             | ۱۰           | ۲                   | ۳                   |
| محمودآباد          | بخش مرکزی شهرستان اردستان       | محمودآباد          | ۷۵۰            | ۲۸             | ۲۲           | ۰٫۵                 | ۱                   |
| مزدآباد            | بخش مرکزی شهرستان اردستان       | مزدآباد            | ۲۰۰۰           | ۶۰             | ۲۹           | ۷                   | ۱۲                  |
| مزدآباد بالا       | بخش مرکزی شهرستان اردستان       | مزدآباد بالا       | ۳۰۰۰           | ۱۷۰            | ۲۴           | ۷                   | ۹                   |
| مزدآباد پائین      | بخش مرکزی شهرستان اردستان       | مزدآباد پائین      | ۱۹۰۰           | ۶۳             | ۴۰           | ۰٫۵                 | ۲                   |
| مزرعه آذرسخت       | بخش مرکزی شهرستان اردستان       | مزرعه آذرسخت       | ۳۵۰            | ۱۵             | ۲۲           | ۱                   | ۱٫۵                 |
| مزرعه محمدخان      | بخش مرکزی شهرستان اردستان       | مزرعه محمدخان      | ۴۵             | ۳              | ۲٫۵          | ۱٫۲۰۰۰۰۰۰۴۷۶۸۳۷۲    | ۲                   |
| مزرعه ملا          | بخش مرکزی شهرستان اردستان       | مزرعه ملا          | ۴۵۰            | ۱۵             | ۲۵           | ۶                   | ۶                   |
| مزرعه مهرآباد      | بخش مرکزی شهرستان اردستان       | مزرعه مهرآباد      | ۳۵۰            | ۶              | ۱۷           | ۳                   | ۵                   |
| مسکله              | بخش مرکزی شهرستان اردستان       | مسکله              | ۸۵۰            | ۲۶             | ۲۲           | ۱٫۵                 | ۲                   |
| منظریه             | بخش مرکزی شهرستان اردستان       | منظریه             | ۶۰۰            | ۱۳             | ۴۸           | ۲                   | ۳                   |
| مهاباد             | بخش مرکزی شهرستان اردستان       | مهاباد             | ۵۲۰۰           | ۲۷۵            | ۷۲           | ۲۲۰                 | ۳۰۰                 |
| مهدآباد            | بخش مرکزی شهرستان اردستان       | مهدآباد            | ۱۰۰۰           | ۲۸             | ۲۵           | ۲                   | ۴                   |
| مهر                | بخش مرکزی شهرستان اردستان       | زواره              | ۵۰۰۰           | ۱۴۰            | ۴۵           | ۱۵                  | ۲۰                  |
| مهرآباد            | بخش مرکزی شهرستان اردستان       | مهرآباد            | ۴۰۰            | ۱۰             | ۱۹           | ۲                   | ۳                   |
| مهرویه             | بخش مرکزی شهرستان اردستان       | مهرویه             | ۷۰۰            | ۲۸             | ۱۷           | ۳                   | ۵                   |
| مونیه سفلی         | بخش مرکزی شهرستان اردستان       | مونیه سفلی         | ۳۵۰            | ۲۳             | ۱۶           | ۲٫۵                 | ۵                   |
| مونیه علیا         | بخش مرکزی شهرستان اردستان       | مونیه علیا         | ۱۱۰۰           | ۲۷             | ۱۶           | ۱                   | ۲                   |
| ناصریه             | بخش مرکزی شهرستان اردستان       | ناصریه             | ۶۵۰            | ۲۱             | ۵۰           | ۲٫۰۹۹۹۹۹۹۰۴۶۳۲۵۷    | ۳                   |
| نامعلوم            | بخشی نامعلوم در شهرستان اردستان | نامعلوم            | ۰              | ۰              | ۰            | ۰                   | ۰                   |
| نجف‌آباد            | بخش مرکزی شهرستان اردستان       | نجف‌آباد            | ۳۵۰            | ۱۸             | ۱۲           | ۶                   | ۶                   |
| نجف‌آباد            | بخش مرکزی شهرستان اردستان       | نجف‌آباد            | ۴۵۰            | ۲۵             | ۱۲           | ۰٫۵                 | ۰٫۵                 |
| نصرت‌آباد           | بخش مرکزی شهرستان اردستان       | نصرت‌آباد           | ۸۰۰            | ۹              | ۱۷           | ۱                   | ۲                   |
| نی نی              | بخش مرکزی شهرستان اردستان       | نی نی              | ۱۳۰۰           | ۲۱             | ۲۲           | ۲                   | ۳                   |
| همایون             | بخش مرکزی شهرستان اردستان       | اردستان            | ۳۱۰۰           | ۶۰             | ۳۲           | ۴۰۵                 | ۰                   |
| همت‌آباد            | بخش مرکزی شهرستان اردستان       | همت‌آباد            | ۱۵۵۰           | ۲۳             | ۴۰           | ۵                   | ۸                   |
| همت‌آباد شور آب     | بخش مرکزی شهرستان اردستان       | اردستان            | ۷۵۰            | ۵۸             | ۹            | ۸                   | ۱۰                  |
| ومکان              | بخش مرکزی شهرستان اردستان       | ومکان              | ۱۰۰۰           | ۲۹             | ۲۸           | ۴                   | ۷                   |
| پرزه               | بخش مرکزی شهرستان اردستان       | پرزه               | ۳۰۰            | ۱۸             | ۶            | ۰٫۵                 | ۲                   |
| پشت استخر جوکند    | بخش مرکزی شهرستان اردستان       | نصرند              | ۱۲٫۵           | ۱۲             | ۲۰           | ۱٫۵                 | ۴                   |
| چشمه حمام          | بخش مرکزی شهرستان اردستان       | موغار              | ۶۵             | ۲              | ۳۵           | ۴                   | ۶                   |
| چشمه نو            | بخش مرکزی شهرستان اردستان       | موغار              | ۱۸۰۰           | ۸۵             | ۳۵           | ۵۵                  | ۷۰                  |
| چنار               | بخش مرکزی شهرستان اردستان       | چنار               | ۳۵             | ۳              | ۷            | ۱۵                  | ۱۲                  |
| چنارچی             | بخش مرکزی شهرستان اردستان       | چنار               | ۳۵۰            | ۱۲             | ۱۴           | ۳                   | ۳                   |
| کریم‌آباد           | بخش مرکزی شهرستان اردستان       | کریم‌آباد           | ۴۵۰            | ۳۸             | ۱۴           | ۰                   | ۰                   |
| کلنگان             | بخش مرکزی شهرستان اردستان       | کلنگان             | ۶۰۰            | ۱۵             | ۱۶           | ۱                   | ۳                   |
| کله چشمه           | بخش مرکزی شهرستان اردستان       | کله چشمه           | ۶۵۰            | ۳۲             | ۱۵           | ۰٫۵                 | ۰٫۵                 |
| کوشک زر            | بخش مرکزی شهرستان اردستان       | کوشک زر            | ۵۰۰            | ۲۶             | ۱۵           | ۳                   | ۵                   |
| کچورشاق            | بخش مرکزی شهرستان اردستان       | کچورشاق            | ۲۲۰۰           | ۲۷             | ۲۶           | ۲۶                  | ۴۵                  |
| گزنون              | بخش مرکزی شهرستان اردستان       | گزنون              | ۳۲۰            | ۱۲             | ۱۴           | ۰٫۵                 | ۰٫۵                 |
| گل مجو             | بخش مرکزی شهرستان اردستان       | گل مجو             | ۵۵۰            | ۱۹             | ۲۵           | ۲                   | ۴                   |
| گلستان             | بخش مرکزی شهرستان اردستان       | گلستان             | ۳۵۰            | ۱۴             | ۲۵           | ۰٫۵                 | ۱                   |
| گلشکنان            | بخش مرکزی شهرستان اردستان       | گلشکنان            | ۹۰۰            | ۳۵             | ۲۰           | ۶                   | ۹                   |
| یحیی‌آباد           | بخش مرکزی شهرستان اردستان       | یحیی‌آباد           | ۴۵۰            | ۲۵             | ۶            | ۰٫۵                 | ۰٫۵                 |
| یکه چاه            | بخش مرکزی شهرستان اردستان       | موغار              | ۴۵             | ۱              | ۱۵           | ۴                   | ۶                   |